# مايك نوفاك
مايك نوفاك (بالإنجليزية: Mike Novak)‏ مواليد 23 أبريل 1915 في شيكاغو - الوفاة 15 أغسطس 1978، كان لاعب كرة سلة أمريكي. بدأ مسيرته الاحترافية في سنة 1939. بلغ طوله 6 قدم 9 بوصة (2.1 م). اعتزل اللعب في 1954.

## المسيرة الاحترافية
لعب مع فيلادلفيا سفنتي سيكسرز من سنة 1946 إلى 1948، ثم لعب مع سكرامنتو كينغز في موسم 1948–1949، ثم لعب مع غولدن ستايت ووريورز في موسم 1949–1950، ثم لعب مع فيلادلفيا سفنتي سيكسرز في موسم 1953–1954.

## روابط خارجية
- مايك نوفاك على موقع إن بي أي (الإنجليزية)
- مايك نوفاك على موقع سبورتس رفرنس (الإنجليزية)
- مايك نوفاك على موقع ريلجم (الإنجليزية)
- مايك نوفاك على موقع بروبوليرز (الإنجليزية)
- مايك نوفاك على موقع سبورتس رفرنس (الإنجليزية)